# Grass Island
Grass Island (englisch für Grasinsel) ist eine unbewohnte Insel in der Stromness Bay, einer Bucht an der Nordküste der südatlantischen Insel Südgeorgien. Sie liegt 2,5 km vor der einstigen Walfangstation Stromness. Die sichelförmige Insel ist in nord-südlicher Ausrichtung knapp 700 m lang und im Durchschnitt kaum 400 m breit.
Anfang des 20. Jahrhunderts war die Insel noch unter der Bezeichnung Mutton Island (englisch für Hammelinsel) bekannt; seit etwa 1920 ist aber Grass Island der offizielle Name.